# Carlos Adrián Morales
Carlos Adrián Morales Higuera (n. 6 de septiembre de 1979 en La Piedad, Michoacán), es un exfutbolista y entrenador mexicano.
Un futbolista versátil que jugaba por el costado de la izquierda. Es hermano del exfutbolista Ramón Morales.

## Trayectoria

### Futbolista
Jugó la Temporada 1997-1998 con los Reboceros de La Piedad en la Primera División 'A'.

#### Morelia
Tomás Boy le otorgó la oportunidad de debutar en la Primera División de México con Atlético Morelia el 13 de septiembre de 1998, enfrentando al Club Guadalajara en el Estadio Morelos, en partido correspondiente a la Jornada 7 del Invierno 1998; Morales ingresó al minuto 80 por Flavio Davino y Guadalajara ganó de visitante 3-4.
Finalizó el torneo con 347 minutos disputados en 6 jornadas (vs Guadalajara –Liga y liguilla–, América, Monterrey, Cruz Azul y Atlas).
Su primer tanto en el Máximo Circuito llegó el 3 de septiembre de 1999, enfrentando a los Rayados de Monterrey en el Estadio Tecnológico, en partido correspondiente a la Jornada 4 del Invierno 1999; Morelia ganó 1-2.
En el Invierno 2000 lograría su primer título bajo la dirección técnica de Luis Fernando Tena, en un gran equipo con figuras como Jorge Almirón, Ángel David Comizzo, Darío Franco y Alex Fernandes, entre otros.

#### Pachuca
Jugó cedido a préstamo con los Tuzos del Pachuca en el Invierno 2001. Con los Tuzos participó en 8 jornadas, incluida la final de ida del certamen en el Estadio Hidalgo.

#### Morelia (Segunda etapa)
Para el Verano 2002 regresa al equipo de sus amores, Morelia, con Miguel Ángel Russo y después con Rubén Omar Romano, con quien tuvo sus mejores momentos llegando a las finales del Apertura 2002 y Clausura 2003, en ambas ocasiones fue Subcampeón de Liga al caer ante Toluca y Monterrey, respectivamente.

#### Tigres
Llegó a los Tigres de la UANL de Nery Pumpido, en el Apertura 2004.

#### Toluca
Tras dos años con el cuadro regiomontano, fue fichado por los Diablos Rojos del Toluca en el Apertura 2006.

#### Tecos
Militó en Tecos Fútbol Club durante el 2009.

#### Santos Laguna
En el Bicentenario 2010 arribó al Club Santos Laguna.

#### Morelia (Tercera etapa)
Jugó con Morelia del Apertura 2012 al Clausura 2017, este último el de la salvación.

#### Últimos clubes y retiro
Tras salir de Morelia, firmó con Lobos de la BUAP, equipo que haría su debut en el Máximo Circuito.
El 28 de diciembre de 2018, Atlético Morelia anunció la incorporación momentánea de Carlos Adrián Morales, con el fin de que tuviera un juego oficial de despedida.
El 4 de enero de 2019, en la Jornada 1 del Clausura 2019, inició como titular y llevó el gafete de capitán, en el duelo Morelia vs Toluca; fue sustituido al minuto 9 por Ray Sandoval y los Diablos Rojos ganaron 1-3.

### Entrenador
| Club                | País   | Año           |
| ------------------- | ------ | ------------- |
| Toluca              | México | Apertura 2020 |
| Morelia             | México | 2023          |
| Club Puebla Femenil | México | Apertura 2024 |

## Estadísticas

### Futbolista
| Club                                  | Div           | Temporada     | Liga  | Liga  | Copas nacionales(1) | Copas nacionales(1) | Copas internacionales(2) | Copas internacionales(2) | Total | Total |  |
| Club                                  | Div           | Temporada     | Part. | Goles | Part.               | Goles               | Part.                    | Goles                    | Part. | Goles |  |
| ------------------------------------- | ------------- | ------------- | ----- | ----- | ------------------- | ------------------- | ------------------------ | ------------------------ | ----- | ----- |  |
| La Piedad · México                    |               |               |       |       |                     |                     |                          |                          |       |       |  |
| 2.ª                                   | 1997-98       | 28            | 6     | -     | -                   | -                   | -                        | 28                       | 6     |       |  |
| Total club                            | Total club    | 28            | 6     | -     | -                   | -                   | -                        | 28                       | 6     |       |  |
| Morelia · México                      |               |               |       |       |                     |                     |                          |                          |       |       |  |
| 1.ª                                   | 1998-99       | 15            | 0     | -     | -                   | -                   | -                        | 15                       | 0     |       |  |
| 1.ª                                   | 1999-00       | 31            | 2     | -     | -                   | -                   | -                        | 31                       | 2     |       |  |
| 1.ª                                   | 2000-01       | 30            | 6     | -     | -                   | -                   | -                        | 30                       | 6     |       |  |
| 1.ª                                   | 2002          | 17            | 5     | -     | -                   | 14                  | 2                        | 31                       | 7     |       |  |
| 1.ª                                   | 2002-03       | 50            | 5     | 2     | 0                   | 1                   | 0                        | 53                       | 5     |       |  |
| 1.ª                                   | 2003-04       | 33            | 7     | 3     | 0                   | -                   | -                        | 36                       | 7     |       |  |
| 1.ª                                   | 2012-13       | 32            | 2     | 6     | 0                   | -                   | -                        | 38                       | 2     |       |  |
| 1.ª                                   | 2013-14       | 29            | 4     | 8     | 3                   | 2                   | 0                        | 39                       | 7     |       |  |
| 1.ª                                   | 2014-15       | 31            | 3     | 1     | 0                   | 2                   | 0                        | 34                       | 3     |       |  |
| 1.ª                                   | 2015-16       | 29            | 3     | 5     | 0                   | -                   | -                        | 34                       | 3     |       |  |
| 1.ª                                   | 2016-17       | 21            | 1     | 7     | 0                   | -                   | -                        | 28                       | 1     |       |  |
| 1.ª                                   | 2019          | 1             | 0     | -     | -                   | -                   | -                        | 1                        | 0     |       |  |
| Total club                            | Total club    | 319           | 38    | 32    | 3                   | 19                  | 2                        | 370                      | 43    |       |  |
| Pachuca · México                      |               |               |       |       |                     |                     |                          |                          |       |       |  |
| 1.ª                                   | 2001          | 8             | 0     | -     | -                   | -                   | -                        | 8                        | 0     |       |  |
| Total club                            | Total club    | 8             | 0     | -     | -                   | -                   | -                        | 8                        | 0     |       |  |
| Tigres de la UANL · México            |               |               |       |       |                     |                     |                          |                          |       |       |  |
| 1.ª                                   | 2004-05       | 30            | 2     | 4     | 0                   | 8                   | 1                        | 40                       | 3     |       |  |
| 1.ª                                   | 2005-06       | 31            | 2     | 4     | 0                   | 6                   | 1                        | 41                       | 3     |       |  |
| Total club                            | Total club    | 61            | 4     | 8     | 0                   | 14                  | 2                        | 83                       | 6     |       |  |
| Toluca · México                       |               |               |       |       |                     |                     |                          |                          |       |       |  |
| 1.ª                                   | 2006-07       | 32            | 4     | -     | -                   | 9                   | 3                        | 41                       | 7     |       |  |
| 1.ª                                   | 2007-08       | 26            | 3     | 1     | 0                   | -                   | -                        | 27                       | 3     |       |  |
| 1.ª                                   | 2008          | 13            | 0     | 3     | 0                   | -                   | -                        | 16                       | 0     |       |  |
| Total club                            | Total club    | 71            | 7     | 4     | 0                   | 9                   | 3                        | 84                       | 9     |       |  |
| Atlético Mexiquense (Cárnet) · México |               |               |       |       |                     |                     |                          |                          |       |       |  |
| 2.ª                                   | 2008          | 4             | 0     | -     | -                   | -                   | -                        | 4                        | 0     |       |  |
| Total club                            | Total club    | 4             | 0     | -     | -                   | -                   | -                        | 4                        | 0     |       |  |
| Tecos · México                        |               |               |       |       |                     |                     |                          |                          |       |       |  |
| 1.ª                                   | 2009          | 17            | 4     | -     | -                   | -                   | -                        | 17                       | 4     |       |  |
| 1.ª                                   | 2009          | 17            | 3     | -     | -                   | -                   | -                        | 17                       | 3     |       |  |
| Total club                            | Total club    | 34            | 7     | -     | -                   | -                   | -                        | 34                       | 7     |       |  |
| Club Santos Laguna · México           |               |               |       |       |                     |                     |                          |                          |       |       |  |
| 1.ª                                   | 2010          | 19            | 1     | 1     | 0                   | -                   | -                        | 20                       | 1     |       |  |
| 1.ª                                   | 2010-11       | 36            | 2     | -     | -                   | 6                   | 0                        | 42                       | 2     |       |  |
| 1.ª                                   | 2011-12       | 31            | 2     | -     | -                   | 8                   | 0                        | 39                       | 2     |       |  |
| Total club                            | Total club    | 86            | 5     | 1     | 0                   | 14                  | 0                        | 101                      | 5     |       |  |
| Lobos de la BUAP · México             |               |               |       |       |                     |                     |                          |                          |       |       |  |
| 1.ª                                   | 2017-18       | 20            | 0     | 3     | 0                   | -                   | -                        | 23                       | 0     |       |  |
| Total club                            | Total club    | 20            | 0     | 3     | 0                   | -                   | -                        | 23                       | 0     |       |  |
| Total carrera                         | Total carrera | Total carrera | 631   | 67    | 74                  | 3                   | 53                       | 6                        | 735   | 76    |  |

* Liga: Primera División y Primera División 'A'
** Copas nacionales: Pre Pre-Libertadores, InterLiga y Copa México
*** Copas internacionales: Liga de Campeones de la Concacaf, Copa Pre-Libertadores, Copa Libertadores y Copa Sudamericana

## Selección nacional

### Sub-20
Fue convocado por Jesús del Muro para acudir a la Copa Mundial de Fútbol Sub-20 de 1999 en Nigeria. Dentro del certamen, jugó los 5 partidos que sostuvo el representativo nacional.
| Mundial | Sede    | Resultado        | Partidos | Goles |
| ------- | ------- | ---------------- | -------- | ----- |
| Sub-20  | Nigeria | Cuartos de final | 5        | 0     |

| Fecha       | Estadio                         | Encuentro      | Resultado |
| ----------- | ------------------------------- | -------------- | --------- |
| 4 de abril  | Estadio Obafemi Awolowo, Ibadán | Fecha 1        | 1-3       |
| 7 de abril  | Estadio Obafemi Awolowo, Ibadán | Fecha 2        | 1-3       |
| 10 de abril | Estadio Obafemi Awolowo, Ibadán | Fecha 3        | 1-1       |
| 15 de abril | Estadio Obafemi Awolowo, Ibadán | 8vos. de final | 4-1       |
| 18 de abril | Estadio Obafemi Awolowo, Ibadán | 4tos. de final | 2-0       |

### Sub-23
Acudió al Preolímpico de Concacaf de 2000, en donde la selección quedó en tercer lugar y por ende, fuera de los Juegos Olímpicos de Sídney 2000.

### Absoluta
|                    | PJ | Minutos | Goles | Asistencias | Periodo   |
| ------------------ | -- | ------- | ----- | ----------- | --------- |
| Selección mexicana | 8  | 327     | 0     | 0           | 1999-2005 |

| Fecha                   | Rival             | Estadio                                          | Resultado | Competencia                     |
| ----------------------- | ----------------- | ------------------------------------------------ | --------- | ------------------------------- |
| 13 de octubre de 1999   | Paraguay          | Soldier Field, Chicago                           | 0-1       | Amistoso                        |
| 4 de febrero de 2003    | Argentina         | Los Angeles Memorial Coliseum, Los Angeles       | 0-1       | Amistoso                        |
| 8 de mayo de 2003       | Estados Unidos    | Reliant Stadium, Houston                         | 0-0       | Amistoso                        |
| 20 de agosto de 2003    | Perú              | MetLife Stadium, East Rutherford                 | 3-1       | Amistoso                        |
| 10 de julio de 2005     | Guatemala         | Los Angeles Memorial Coliseum, Los Angeles       | 4-0       | Copa de Oro de la Concacaf 2005 |
| 7 de septiembre de 2005 | Panamá            | Estadio Azteca, Coyoacán                         | 5-0       | Eliminatoria                    |
| 8 de octubre de 2005    | Guatemala         | Estadio Alfonso Lastras Ramírez, San Luis Potosí | 5-2       | Eliminatoria                    |
| 12 de octubre de 2005   | Trinidad y Tobago | Hasely Crawford Stadium, Puerto España           | 2-1       | Eliminatoria                    |

#### Participación en fase final
| Competencia            | Sede           | Resultado        | Partidos |
| ---------------------- | -------------- | ---------------- | -------- |
| Copa Oro CONCACAF 2005 | Estados Unidos | Cuartos de final | 1        |
| Total                  | –              | –                | 1        |

## Palmarés

### Futbolista

#### Campeonatos nacionales
| Categoría                  | Título                | Club               | País   |
| -------------------------- | --------------------- | ------------------ | ------ |
| Primera División de México | Invierno 2000         | Morelia            | México |
| Primera División de México | Invierno 2001         | Pachuca            | México |
| Primera División de México | Apertura 2008         | Toluca             | México |
| Primera División de México | Clausura 2012         | Club Santos Laguna | México |
| Copa México                | Copa MX Apertura 2013 | Morelia            | México |
| Copa México                | SuperCopa MX 2013-14  | Morelia            | México |

#### Otros campeonatos
| Título    | Club              | Sede           | Año  |
| --------- | ----------------- | -------------- | ---- |
| InterLiga | Tigres de la UANL | Estados Unidos | 2005 |
| InterLiga | Tigres de la UANL | Estados Unidos | 2006 |